# Euxoa oberthuri
Euxoa oberthuri är en fjärilsart som beskrevs av John Henry Leech 1900. Euxoa oberthuri ingår i släktet Euxoa och familjen nattflyn. Inga underarter finns listade i Catalogue of Life.